# 데카당스 (애니메이션)

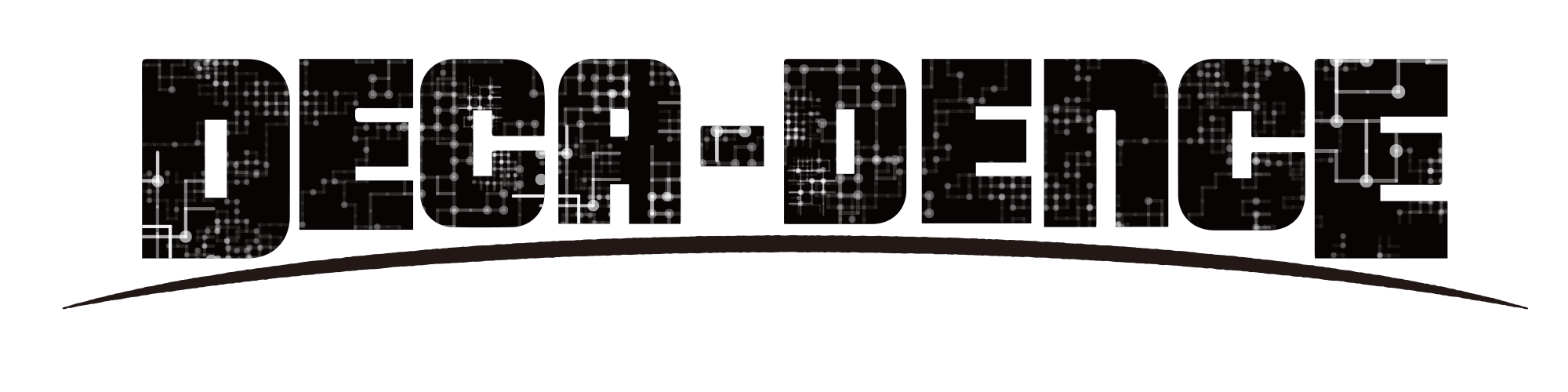

《데카당스》(デカダンス)는 NUT가 제작한 일본의 애니메이션이다. 2020년 7월부터 9월까지 방영되었다.

## 줄거리
갑자기 나타난 미지의 생명체 '가돌'에 의해 인류가 멸망의 위기에 처한 뒤 긴 세월이 흘렀다. 살아남은 사람들은 '가돌'의 위협으로부터 몸을 지키기 위해 높이 3,000M의 거대한 이동 요새 '데카당스'를 만들고 그 안에서 살아가고 있었다. '데카당스'에 사는 사람들은 매일 '가돌'과 싸우는 전사들인 '기어'와 싸울 힘이 없는 '탱커'들.
가돌과 싸우는 전사 '기어'를 동경하여 자신도 '기어'가 되고 싶다고 꿈꾸는 '탱커' 소녀 나츠메는 어느 날, 무뚝뚝한 데카당스의 장갑 수리인 카부라기와 만난다. 꿈을 포기하지 않는 긍정적인 그녀와 꿈을 포기한 현실주의자 남자. 언뜻 보기엔 정반대인 것처럼 보이는 두 사람의 만남은 이윽고 이 세계의 미래를 크게 뒤흔들게 되는데...